# كورتيس غرير
كورتيس غرير (بالإنجليزية: Curtis Greer)‏ هو لاعب كرة قدم أمريكية أمريكي، ولد في 10 نوفمبر 1957 في ديترويت في الولايات المتحدة.

## وصلات خارجية
- كورتيس غرير على موقع مرجع كرة القدم المحترفة.كوم (الإنجليزية)